# 부산 범창콜드프라자 화재
부산 범창콜드프라자 화재사고는 1998년 10월 29일 오전 8시 10분쯤 부산광역시 서구 암남동에서 발생한 화재사고이다. 27명이 숨지고 16명이 다쳤다.

## 사건 개요
사고의 원인은 일단 공사 작업 중 냉동창고 내벽에 우레탄폼 발포작업 중 건물 안에 가득 차 있던 유증기에 불꽃이 튀면서 폭발과 함께 화재가 일어난 것으로 추정된다.
화재사고 당시 사람들이 건물 5, 6, 7층에 많이 몰린 것으로 추정되었으며 대부분의 근로자들이 유독가스에 질식되어 숨졌다.
그리고 단열재인 폴리우레탄이 불에 타면서 발생한 뜨거운 연기는 삽시간에 건물 전체로 번졌으며, 냉장창고 특성 구조로 이루어지는 밀폐 건물이기에 화재가 특히 매우 심했다.

## 같이 보기
- 2008년 이천 냉동창고 화재 사고
- 여수출입국관리사무소 화재 사고